# Nordafrikanische Kuhantilope
Die Nordafrikanische Kuhantilope (Alcelaphus buselaphus) ist die ausgestorbene Nominatform der Gattung der Eigentlichen Kuhantilopen (Alcelaphus).

## Beschreibung
Die Nordafrikanische Kuhantilope erreichte eine Kopf-Rumpf-Länge von 150 bis 244 Zentimeter. Die Schulterhöhe betrug 109 bis 150 Zentimeter. Der Schwanz war zwischen 30 und 70 Zentimeter lang. Das Gewicht lag zwischen 100 und 225 Kilogramm. Die Fellfarbe war hell rötlichgelb, die Farbe des Schwanzes war schwärzlich, und die Farbe der Ohrenspitzen war bräunlich. Die Iris war gelb. Die Hufe und die leierförmigen Hörner waren blass hornfarben. Die Hörner waren bei beiden Geschlechtern ausgebildet.
Diese Art wurde bereits in den antiken Schriften von Aristoteles, Plinius dem Älteren und Aischylos erwähnt. Der in der Bibel (Dtn 14,5 ) genannte Name Yachmur, der häufig mit Damhirsch übersetzt wird, bezieht sich vermutlich eher auf diese Antilope. Nachdem man in einem Grab im ägyptischen Abadiyeh Hörner dieser Antilopenart fand, wird angenommen, dass sie für die Ägypter eine mythologische Bedeutung hatte.

## Verbreitung
Im 19. Jahrhundert war das letzte Verbreitungsgebiet der Nordafrikanischen Kuhantilope der Hohe Atlas in Marokko und die südlichen Gebirge nördlich der Sahara in Algerien. In antiken Zeiten war sie auch in Libyen, Ägypten und vermutlich in Palästina und Arabien beheimatet.

## Lebensweise
Die Nordafrikanische Kuhantilope lebte in großen Herden. Sie ernährte sich höchstwahrscheinlich von Wüstenvegetation sowie Blättern, Rinde und Gras. Sie war meist in der kühleren Tageszeit aktiv, insbesondere am frühen Morgen und in den Abendstunden. Ihre natürlichen Feinde waren Berberlöwen, Hyänen und Geparde. Deshalb schlug ein Wachtposten Alarm, wenn sich ein Raubtier näherte. Sie konnte sehr behände über Hügel klettern. Meist kamen ein bis zwei Junge zur Welt.

## Aussterben
Als die Franzosen Marokko und Algerien okkupierten, richteten sie regelrechte Massaker unter den Tieren an. Für sie war es ein Zeitvertreib und Sport, auf jede Antilope zu schießen, die sie entdeckten. 1902 wurde das letzte Exemplar in Algerien erlegt. Ungefähr zur selben Zeit lebten ein paar Exemplare in menschlicher Obhut. Von 1883 bis 1897 hielt der Londoner Zoo ein Weibchen. Ein weiteres Tier lebte von 1906 bis 1907 im Londoner Zoo. Weltweit starb das letzte Exemplar (ein Weibchen) am 9. November 1923, nachdem es 18 Jahre im ehemaligen Pariser Zoo Jardin des Plantes lebte. 1925 soll es noch eine angebliche Sichtung bei Missour in Marokko gegeben haben. Dies wurde allerdings nie bestätigt.